# Mozek (album)
Mozek je páté album brněnské rockové skupiny Progres 2. Vydáno bylo v roce 1984 (viz 1984 v hudbě) a jedná se o studiovou verzi koncertního audiovizuálního představení z roku 1983, jehož režisérem byl Peter Scherhaufer z Divadla na provázku; scénografie a grafické a audiovizuální efekty byly dílem architekta Vladimíra Ambroze.

## Popis alba a jeho historie
V roce 1983 z Progres 2 odešli klávesista a zpěvák Roman Dragoun s kytaristou Milošem Morávkem. Zbývající dva členové, bubeník Zdeněk Kluka a baskytarista Pavel Pelc, přizvali ke spolupráci kytaristu a zpěváka Aleše Bajgera a druhého kytaristu Petera Peteraje a společně začali vytvářet další monotematický projekt, rockovou operu Mozek. Jednalo se o audiovizuální program převážně na texty Vladimíra Čorta, příběh byl převzat z povídky Maxwellova rovnice od Anatolije Dněprova.
Mozek vypráví o matematikovi profesoru Rauchovi, jenž potřebuje vypočítat složité rovnice a který objeví v novinách inzerát nabízející právě vyřešení takových rovnic. Při setkání ale narazí na šíleného Krafstudta, který pomocí generátoru mozkových impulzů ovládá armádu nejlepších matematiků, kam je umístěn i profesor Rauch. Nakonec ale dojde ke vzpouře a tito uvěznění lidé jsou osvobozeni.

## Vydávání alba
Album Mozek vyšlo na LP v roce 1984 ve vydavatelství Panton. Na CD deska poprvé vyšla ve dvojalbové kompilaci Mozek/Změna u Sony Music/Bonton v roce 2000. První samostatná reedice na CD byla vydána v roce 2009 vydavatelstvím FT Records.

## Seznam skladeb
1. „Inzerát“ (Kluka, Peteraj/Čort) – 4:39
2. „Neznámý génius“ (Pelc/Čort) – 4:50
3. „V útulku mudrců“ (Pelc/Čort) – 6:16
4. „Co je život I“ (Pelc/Čort) – 3:46
5. „Co je život II“ (Kluka/Kluka) – 3:38
6. „Pod generátorem“ (Kluka/Čort) – 4:17
7. „Radost a štěstí“ (Pelc/Čort) – 2:55
8. „Čistý štít u firmy mít“ (Pelc/Čort) – 5:09
9. „Vzpoura otroků – počítačů“ (Kluka/Čort) – 2:39
10. „X. A. Z.“ (Kluka, Pelc/Kluka, Pelc) – 2:21
11. „Kdo je tam?“ (Kluka/Čort) – 4:04

Reedice vydaná v roce 2009 obsahovala také následující bonusy:
1. „Nech je být (Pokrytci)“ (Pelc/Kluka) – 4:42
singl (1983)
2. „Normální je závist“ (Kluka/Čort, Kluka) – 4:00
B strana singlu Nech je být
3. „Máš svůj den“ (Kluka/Kluka) – 5:16
singl (1985)
4. „Co se děje u Matěje“ (Kluka/Kluka) – 2:53
B strana singlu Máš svůj den

## Obsazení
- Progres 2
  - Aleš Bajger – elektrická kytara, klávesy, zpěv
  - Peter Peteraj – elektrická kytara
  - Pavel Pelc – baskytara, klávesy, vypravěč, zpěv
  - Zdeněk Kluka – bicí, zpěv